# Karl Erich Grözinger

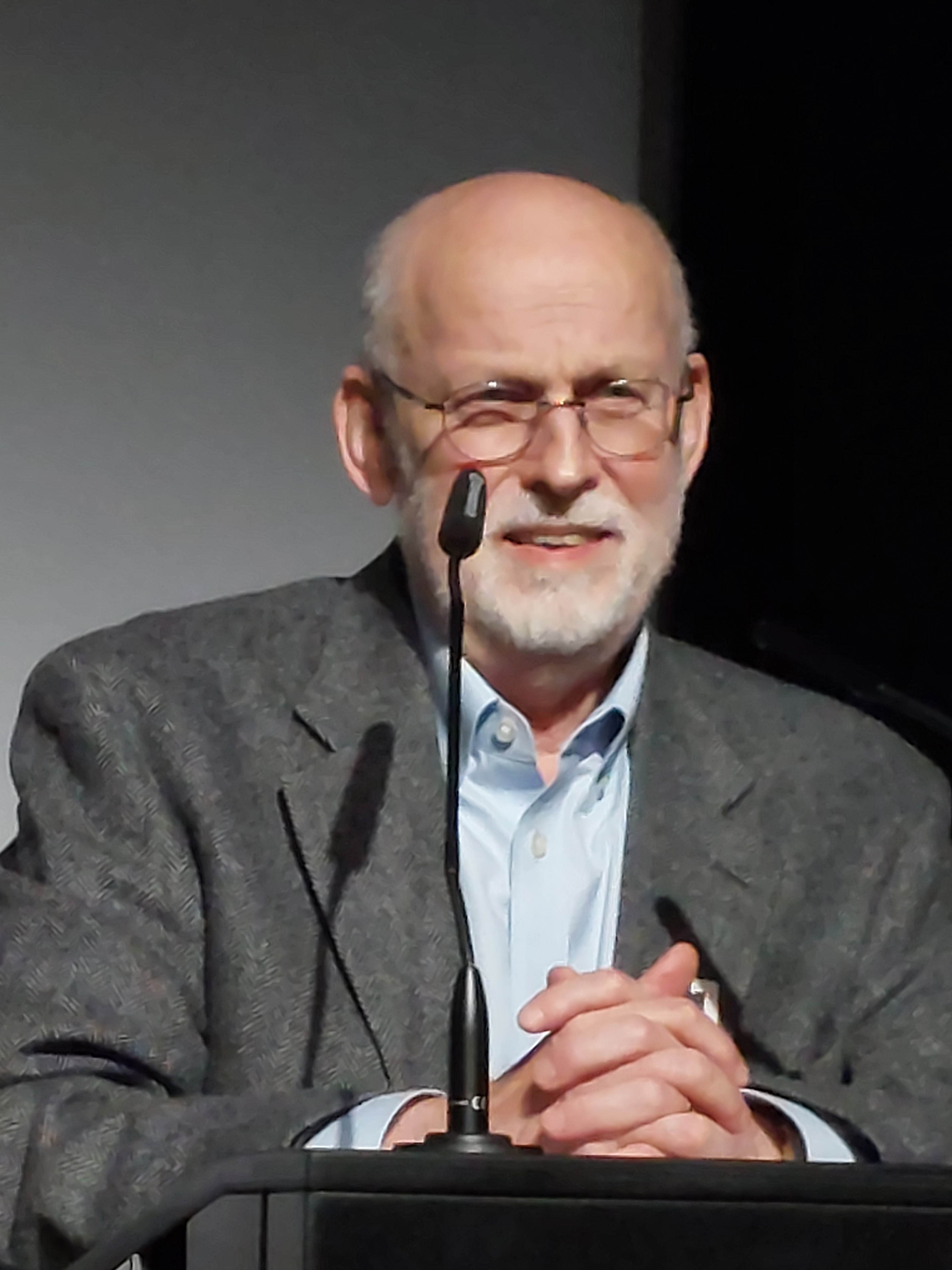
Karl Erich Grözinger (2023)

Karl Erich Grözinger (* 4. Februar 1942 in Stuttgart) ist ein deutscher Judaist und Religionswissenschaftler.

## Leben
Nach dem Studium der evangelischen Theologie an den Universitäten Tübingen, Berlin und Heidelberg – wobei er ein einjähriges Studium der Bibelwissenschaften, Biblischen Archäologie und Judaistik an der Hebräischen Universität Jerusalem absolvierte – war er Wissenschaftlicher Mitarbeiter an der Heidelberger Qumran-Forschungsstelle bei Karl Georg Kuhn. Das Zweitstudium der Semitistik und Judaistik, das er in Heidelberg begann, setzte er in Frankfurt am Main fort. Hier arbeitete er als Assistent am Seminar für Judaistik bei Arnold Maria Goldberg.
Dort promovierte er 1975 in Judaistik, Semitistik-Aramaistik und Altes Testament mit der Arbeit zur rabbinischen Literatur „Midrasch Pesikta Rabbati“ (mit summa cum laude). 1980 wurde er ebenda im Fach Judaistik mit der zum Standardwerk gewordenen Schrift „Musik und Gesang in der Theologie der frühen jüdischen Literatur, Talmud, Midrasch, Mystik“ habilitiert und zum Privatdozenten ernannt. Er war Gründungsmitglied des Verbandes der Judaisten. 1996 begründete er an der Universität Potsdam die Vereinigung für Jüdische Studien e. V., deren 1. Vorsitzender er bis 2001 war. An der Universität Frankfurt am Main, wo er noch bis 1994 wirkte, wurde er 1985 zum Honorarprofessor für Judaistik ernannt, es folgten Forschungsaufenthalte in Israel.
1989 wurde er zum Ordinarius auf den neu errichteten ersten Lehrstuhl für Judaistik an der Universität Lund, Schweden, berufen, wo er bis 1991 lehrte. Außer dem Ruf auf die Professur an der Universität Potsdam erhielt er im gleichen Jahr einen Ruf auf eine Professur für Jüdische Studien an die Universität Halle. Neben mehreren Gastprofessuren, die ihn u. a. in die USA und nach Polen führten, ist er forschungsmäßig besonders mit Israel verbunden, als Fellow des Instituts für Advanced Studies in Jerusalem und Affiliated Professor der Universität Haifa. Daneben ist er international als Gutachter tätig.
Grözinger war seit 1994 Lehrstuhlinhaber am Institut für Religionswissenschaft mit dem Schwerpunkt jüdische Religionsgeschichte an der Universität Potsdam. Dort war er Mitbegründer des Studiengangs Jüdische Studien, Direktor des daraus hervorgegangenen Kollegiums und Instituts für Jüdische Studien/School of Jewish Studies und Begründer des für Brandenburg verbindlichen Studiengangs LER (Lebensgestaltung, Ethik Religionskunde). Im Jahre 2007 wurde er emeritiert. Seit 2007 ist er Vorsitzender der Ephraim Veitel Stiftung. Von 2012 bis 2013 war er Seniorprofessor am Zentrum Jüdische Studien Berlin-Brandenburg.
Grözinger ist Autor zahlreicher Bücher und Aufsätze. Seit 1968 ist er mit Elvira Grözinger verheiratet.
Grözinger publizierte zu allen wichtigen Entwicklungsstufen der jüdischen Religionsgeschichte und veröffentlicht 2019 den fünften und letzten Band seiner Geistesgeschichte des Judentums: Jüdisches Denken. Theologie, Philosophie, Mystik.

## Publikationen (Auswahl)

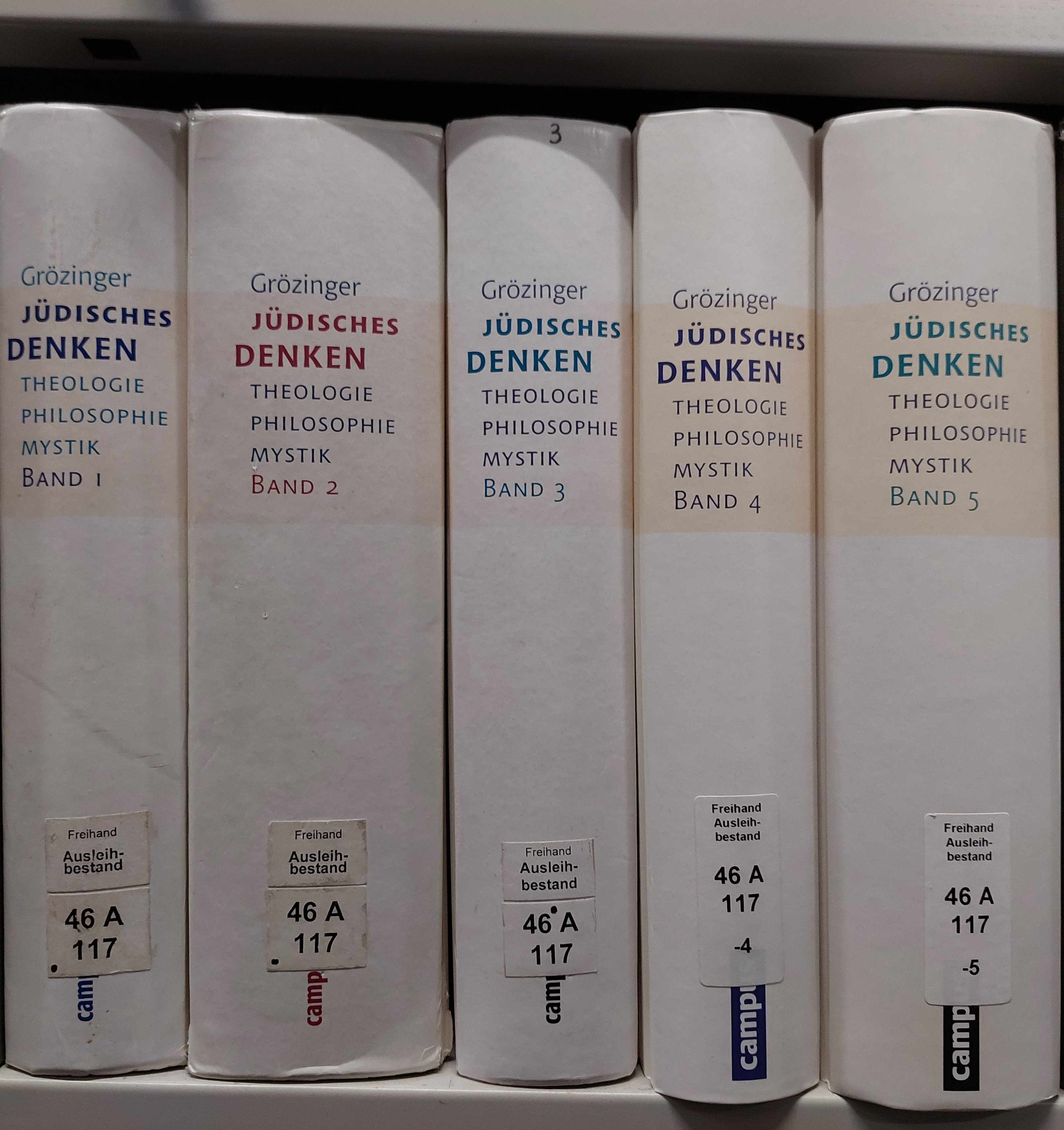
Jüdisches Denken, erschienen 2004 bis 2019

### Monographien
- Ich bin der Herr, dein Gott. Eine rabbinische Homilie zum Ersten Gebot (PesR 2O), Lang. Frankfurt am Main / Bern 1976; ISBN 3-261-01717-1
- Musik und Gesang in der Theologie der frühen jüdischen Literatur, Mohr-Siebeck, Tübingen 1982; ISBN 3-161-4452-1-X
- Kafka und die Kabbala. Das Jüdische in Werk und Denken von Franz Kafka, Campus. Frankfurt am Main 1992, erweiterte Ausgabe Berlin 2002.
- Die Geschichten vom Ba’al Schem Tov, Schivche Ha-Bescht, hebräischer und jiddischer Text, herausgegeben, übersetzt (beide Versionen) und kommentiert samt einer ausführlichen Einleitung, 2 Bände, Harrassowitz, Wiesbaden 1997.
- Lebensgestaltung – Ethik – Religionskunde. Zur Grundlegung eines neuen Schulfaches, Analysen und Empfehlungen von Wolfgang Edelstein, Karl E. Grözinger, Sabine Gruehn, Imma Hillerich, Bärbel Kirsch, Achim Leschinsky, Jürgen Lott, Fritz Oser, Beltz, Weinheim / Basel 2001.
- Kafka und die Kabbala. Das Jüdische in Werk und Denken von Franz Kafka, erheblich erweiterte Neuausgabe, Berlin/Wien 2003, 5. erweiterte und revidierte Auflage, Frankfurt am Main 2014
- Jüdisches Denken. Theologie, Philosophie, Mystik. Campus, Frankfurt am Main.
  - Band I: Vom Gott Abrahams zum Gott des Aristoteles. 2004, ISBN 3-593-37512-5.
  - Band II: Von der mittelalterlichen Kabbala zum Hasidismus. 2005, ISBN 3-593-37513-3.
  - Band III: Von der Religionskritik der Renaissance zu Orthodoxie und Reform im 19. Jahrhundert. 2009, ISBN 978-3-593-37514-4.
  - Band IV: Zionismus und Schoah. 2015, ISBN 978-3-593-39141-0.
  - Band V: Meinungen und Richtungen im 20. und 21. Jahrhundert. 2019, ISBN 978-3-593-51107-8.
- Die Stiftungen der preußisch-jüdischen Hofjuweliersfamilie Ephraim und ihre Spuren in der Gegenwart. Mit Beiträgen von Harry van der Linden. Harrassowitz, Wiesbaden 2009, ISBN 978-3-447-05755-4 (= Jüdische Kultur, Band 19).
- Der Ba'al Schem von Michelstadt. Ein deutsch-jüdisches Heiligenleben zwischen Legende und Wirklichkeit, Campus, Frankfurt am Main 2010, ISBN 978-3-593-39282-0.
- Tausend Jahre Ba'ale Schem. Jüdische Heiler, Helfer, Magier. Ein Spiegel europäischer Geistesgeschichte. Harrassowitz, Wiesbaden 2017, ISBN 978-3-447-10827-0.
- Jerusalem am Rhein. Jüdische Geschichten aus Speyer, Worms und Mainz, Worms Verlag, Worms 2018, ISBN 3-944-38083-5.
- Der Heilige Jude von Bingen. Rabbi Adam Baʽal Schem. Arbeitskreis Jüdisches Bingen, Band 9, Verlag Matthias Ess, Bingen 2018, ISBN 978-3-945-67640-0.
- Die erste jüdische Universität in Berlin. Das Ringen um jüdische Bildung vom 18.–20. Jahrhundert. Campus, Frankfurt am Main 2023, ISBN 978-3-593-51700-1.

### Herausgeber
- Elie Kedourie (Hrsg.): Die Jüdische Welt, Offenbarung, Prophetie und Geschichte. Deutsche Bearbeitung von K. E. Grözinger. S. Fischer, Frankfurt am Main 1980.
- mit Norbert Ilg, Hermann Lichtenberger, Gerhard-Wilhelm Nebe und Hartmut Pabst (Hrsg.): Qumran, Wege der Forschung. Band CDX, Wissenschaftliche Buchgesellschaft, Darmstadt 1981.
- mit Stéphane Mosès und Hans Dieter Zimmermann (Hrsg.): Franz Kafka und das Judentum. Athenäum – Jüdischer Verlag, Frankfurt am Main 1987.
- Karl E. Grözinger (Hrsg.): Judentum im deutschen Sprachraum. Suhrkamp, Frankfurt am Main 1991.
- Die wirtschaftlichen und kulturellen Beziehungen zwischen den jüdischen Gemeinden in Polen und Deutschland vom 16. bis zum 20. Jahrhundert. Harrassowitz Verlag, Wiesbaden 1992, ISBN 3-447-03300-2.
- mit Joseph Dan (Hrsg.): Mysticism, Magic and Kabbalah in Ashkenazi Judaism, International Symposium held in Frankfurt am Main 1991. Walter de Gruyter Berlin / New York 1995.
- Jüdische Kultur in Frankfurt am Main von den Anfängen bis zur Gegenwart. Harrassowitz, Wiesbaden 1997.
- Sprache und Identität im Judentum. Harrassowitz, Wiesbaden 1998.
- mit Hartmut Zinser und Burkhard Gladigow (Hrsg.): Religion in der schulischen Bildung und Erziehung. Berliner Wissenschafts-Verlag Spitz, Berlin 1999, ISBN 3-8305-0038-6.
- mit Jörg Rüpke (Hrsg.): Literatur als religiöses Handeln? Band 2, Religion· Kultur· Gesellschaft, Berlin 1999.
- Religionen und Weltanschauungen. Werte, Normen, Fragen in Judentum, Christentum, Islam, Hinduismus / Buddhismus, Esoterik und Atheismus. 6 Bände. Berlin 2009.
- Die Stiftungen der preußisch-jüdischen Hofjuweliersfamilie Ephraim und ihre Spuren in der Gegenwart. (= Jüdische Kultur. Band 19). Harrassowitz, Wiesbaden 2009.
- Die Ephraim Veitel Stiftung. Harrassowitz, Wiesbaden 2009.
- Jüdische Kultur in den SchUM-Städten. Literatur, Musik, Theater. Wiesbaden 2014.
- mit  Lala Süsskind und Beatrice Magnus-Wiebel: Die preußische Hofjuweliersfamilie Ephraim. Geschichte und Geschichten aus dem jüdischen Leben des 18. bis 20. Jahrhunderts. Ephraim Veitel Stiftung, Berlin 2023, ISBN 978-3-00-076096-9.

### Herausgeber von Reihen
- Jüdische Kultur, Studien zu Religion, Geistesgeschichte und Kultur. Harrassowitz, Wiesbaden.
- Jüdische Musik. Harrassowitz, Wiesbaden.
- Religion·Kultur·Gesellschaft. Berlin Verlag, Berlin.